# Ceraeochrysa laufferi
Ceraeochrysa laufferi är en insektsart som först beskrevs av Navás 1922.  Ceraeochrysa laufferi ingår i släktet Ceraeochrysa och familjen guldögonsländor. Inga underarter finns listade i Catalogue of Life.